# Ocrepeira bispinosa
Ocrepeira bispinosa är en spindelart som först beskrevs av Cândido Firmino de Mello-Leitão 1945. 
Ocrepeira bispinosa ingår i släktet Ocrepeira och familjen hjulspindlar. Inga underarter finns listade i Catalogue of Life.